# Physcia stellaris
 Physcia stellaris ist eine in Mitteleuropa häufigere Blattflechtenart, die auf Baumrinde siedelt.

## Beschreibung
Das rosettig-sternförmige Lager von Physcia stellaris ist weißgrau bis grau. Die Thallus-Läppchen sind 0,5 bis 1,5 (selten bis 3) mm breit, unterseits weiß bis hellbraun. Im Unterschied zur sehr ähnlichen Physcia aipolia ist das Lager nicht weiß punktiert. Die dunkelbraunen, teils bereiften Apothecien (Durchmesser 0,7 bis 3 mm) treten häufig auf und besitzen einen lagerfarbenen Rand.

## Verbreitung
Physcia stellaris wächst auf Rinde von bevorzugt freistehenden Sträuchern oder Laubbäumen, oft an dünneren Ästen oder in Astgabeln. In Gebieten mit stärkerer Luftverschmutzung fehlt sie.